# Sümeyye Boyacı
Sümeyye Boyacı (née le 5 février 2003) est une nageuse paralympique turque. Elle concourt dans la catégorie S5 en nage libre, dos et papillon. 

## Jeunesse
Sümeyye Boyacı est née à Eskişehir, en Turquie, aînée de sa fratrie. Elle a une agénésie congénitale bilatérale des membres supérieurs (absence des bras) et une luxation de la hanche comme anomalie congénitale,. 
Elle est scolarisée dans une école primaire spéciale de sa ville natale, où elle apprend à écrire avec son pied en première année.  

## Carrière de peintre
À l'âge de quatre ans et demi, elle commence à peindre avec son pied. Elle réalise une peinture pour Altın Balık (Le poisson d'or), la traduction turque du livre de contes russes  (russe : Cказка о рыбаке и рыбке) d'Alexandre Pouchkine,. Sa peinture est présentée au président turc Abdullah Gül pour sa visite officielle en Russie. En avril 2009, ses aquarelles sont exposées dans une exposition personnelle à Moscou. Boyacı offre l'une de ses peintures à la Première Dame de Russie Svetlana Medvedeva en 2010,. En 2014, elle participe à une exposition à Eskişehir sur l'artisanat traditionnel turc avec ses marbrures de papier.  

## Carrière de nageuse
Boyacı décide de commencer la natation après avoir observé les poissons dans son aquarium et découvre qu'ils nagent sans bras. Elle commence en 2008 et est entraînée par Mehmet Bayrak depuis 2012.  
En juin 2016, elle a participé au 30e Championnat international allemand à Berlin pour ses débuts internationaux chez les seniors. Elle participe aux Jeux handisport de la Jeunesse Européenne 2017 qui se sont tenus en Ligurie, en Italie, et remporte la médaille de bronze au 50 m dos S1-5.  
En 2019, elle remporte la médaille d'or au 50 m dos S5 lors des World Para Swimming World Series à Indianapolis, États-Unis, avec un temps de 45 s 28. Aux Championnats du monde de natation handisport 2019 à Londres, au Royaume-Uni, elle rafle la médaille d'argent au 50 m dos S5 avec un temps de 44 s 74.